# Iwanowice
Iwanowice è un comune rurale polacco del distretto di Cracovia, nel voivodato della Piccola Polonia.
Ricopre una superficie di 70,62 km² e nel 2004 contava 8 220 abitanti.